# Покатак (индейская резервация)
Покатак (англ. Paucatuck Eastern Pequot Reservation) — индейская резервация пекотов, расположенная в юго-восточной части штата Коннектикут, США. Одна из двух резерваций племени пекотов, вторая — Машантакет.

## История
Пекоты и их соседи почти не контактировали с европейцами до 1600 года. По мере увеличения численности белого населения жители английских колоний старались захватить новые земли, что привело к началу Пекотской войны. Война окончилась победой английских поселенцев, около 700 пекотов было убито или взято в плен.
Во второй половине XVII века пекоты разделились на две группы: восточную (покатаки) и западную (машантакеты). Для западной группы в 1683 году была создана индейская резервация.

## География
Резервация находится в центральной части округа Нью-Лондон, к западу от города Норт-Стонингтон. Общая площадь Покатак составляет 0,983 км², из них 0,924 км² приходится на сушу и 0,059 км² — на воду. Штаб-квартира племени находится в городе Норт-Стонингтон.

## Демография
В 1990 году в резервации проживало 15 членов племени.
По данным федеральной переписи населения 2010 года, в резервации проживало 30 человек. Согласно федеральной переписи населения 2020 года в Покатаке проживало 44 человека, насчитывалось 13 домашних хозяйств и 20 жилых домов. Средний возраст, проживающих в резервации, составлял 48,5 лет. Около 40,7 % всего населения находились за чертой бедности, в том числе 100 % тех, кому ещё не исполнилось 18 лет, и ни одного старше 65 лет.
Расовый состав распределился следующим образом: белые — 17 чел., афроамериканцы — 1 чел., коренные американцы (индейцы США) — 16 чел., азиаты — 1 чел., океанийцы — 0 чел., представители других рас — 1 чел., представители двух или более рас — 8 человек; испаноязычные или латиноамериканцы любой расы составили 4 человека. Плотность населения составляла 44,8 чел./км².

## Комментарии
1. ↑  Сам населённый пункт не входит в состав резервации, а является лишь штаб-квартирой племени.